# عبد الإله مامي
عبد الإله مامي (من مواليد 10 نوفمبر 1975)، من المغرب، وهو لاعب رياضي بارالمبي، شارك كمنافس بشكل أساسي في أحداث مسابقات المسافة المتوسطة من الفئة T13.
لعبة عبدالإله مامي في دورة الألعاب البارالمبية الصيفية 2008 في بكين - الصين. حيث أحرزة الميدالية الذهبية في سباق 800 متر للرجال - فئة T13، حصل على المركز الرابع في سباق 400 متر للرجال - فئة T13، واحتل المركز السادس في سباق 1500 متر للرجال - فئة T13.
احرز عبدالإله الذهبية في دورة الألعاب البارالمبية التي اقيمت في الدوحة عام 2015.